# Mangangá-liso
O mangagá-liso (Porichthys porosissimus) é um peixe teleósteo, batracoidiforme, da família dos batracoidídeos, encontrado no Sul do Atlântico ocidental.
Atingem cerca de 35 cm de comprimento, corpo alongado, cabeça grande e cauda mais fina, dorso marrom-acinzentado, ventre amarelado e linhas laterais com fotóforos. Quando estão assustados ou durante a reprodução, costumam emitir sons semelhantes ao coaxar dos sapos. Também são conhecidos pelos nomes de bacalhau, bacalhau-de-praia, mamangava, mangangá, monaguaba, ninquim e peixe-sapo.